# Wilhelm Ekensskär
Wilhelm Ekensskär (18 juni 1998) is een Zweedse langebaanschaatser. Met dank aan zijn sterke landgenoot Nils van der Poel heeft Ekensskär meermaals deelgenomen aan het EK schaatsen. De op dat moment één na beste Zweed kon bij afwezigheid van Van der Poel de door Van der Poel veroverde startplek invullen. Bij het EK afstanden in Heerenveen van 2022 eindigde Ekensskär laatste op de 5km en werd met een tijd van 7.05,36 op ruim een ronde achterstand gereden door zijn directe tegenstander. 

## Records

### Persoonlijke records
| Afstand     | Tijd     | Datum            | Baan    |
| ----------- | -------- | ---------------- | ------- |
| 500 meter   | 37,84    | 13 maart 2022    | Calgary |
| 1000 meter  | 1.13,00  | 19 maart 2022    | Calgary |
| 1500 meter  | 1.49,16  | 20 maart 2022    | Calgary |
| 3000 meter  | 3.57,77  | 16 januari 2021  | Inzell  |
| 5000 meter  | 6.49,11  | 9 januari 2021   | Inzell  |
| 10000 meter | 14.58,23 | 29 december 2019 | Hamar   |

(laatst bijgewerkt: 23 januari 2023)

## Resultaten
| Jaar | EK Allround             | EK Afstanden             | WK Junioren                   |
| ---- | ----------------------- | ------------------------ | ----------------------------- |
| 2017 |                         |                          | 53e 1000m 47e 1500m 35e 5000m |
|      |                         |                          |                               |
| 2022 |                         | 16e 5000m 24e massastart |                               |
| 2023 | NC13 (10e, 14e, 13e, -) |                          |                               |

(#, #, #, #) = afstandspositie op allroundtoernooi (500m, 5000m, 1500m, 10000m).